# Bouche d'ombre
 (mai 2016).
Si vous disposez d'ouvrages ou d'articles de référence ou si vous connaissez des sites web de qualité traitant du thème abordé ici, merci de compléter l'article en donnant les références utiles à sa vérifiabilité et en les liant à la section « Notes et références ».

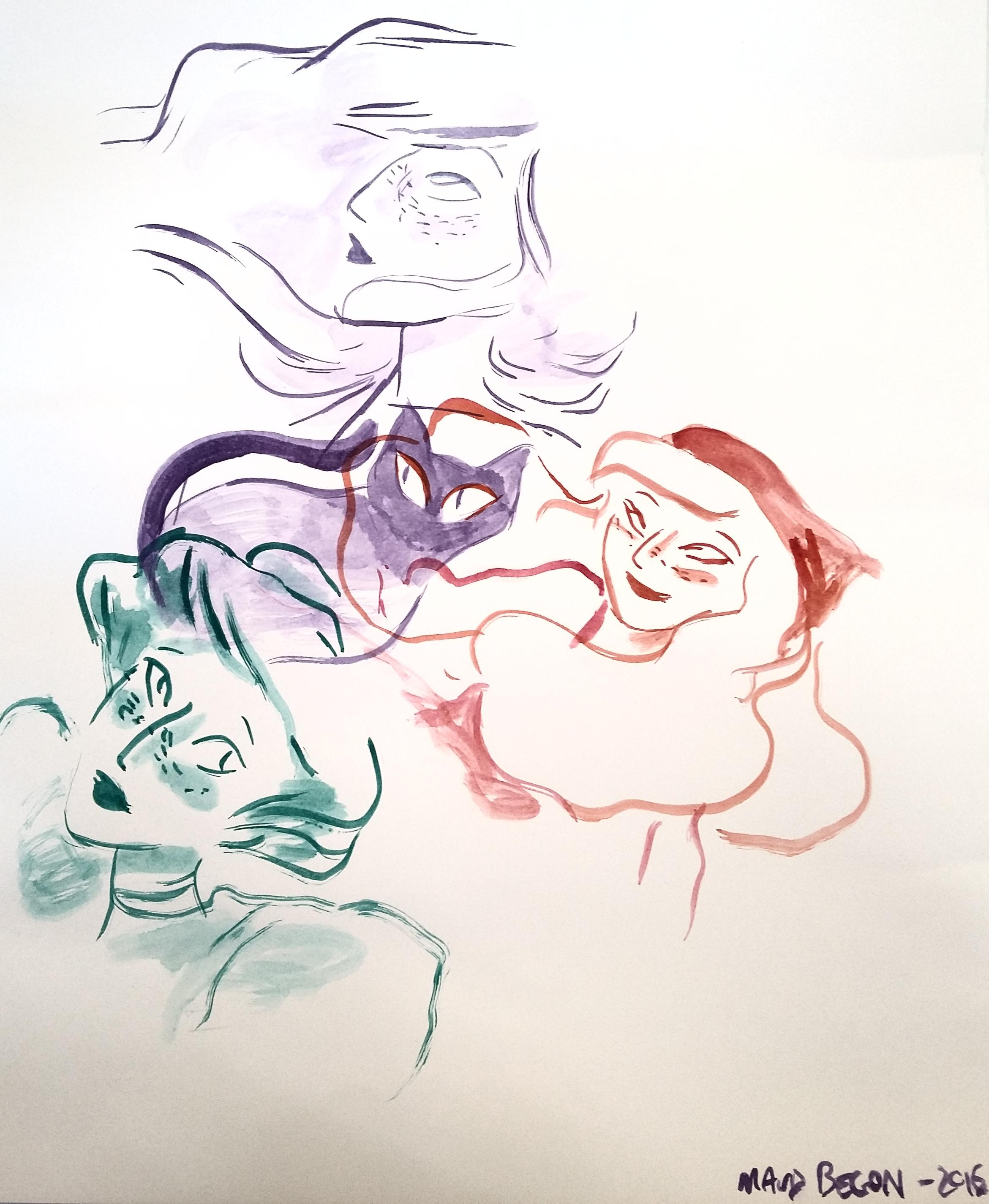
Dessin de Maud Begon réalisé lors de la rencontre avec les lycéens du lycée Durzy à la Médiathèque de Montargis le 22 avril 2016

Bouche d'ombre est une série de bande dessinée en quatre tomes créée par Carole Martinez (scénario) et Maud Begon (dessin et couleurs) publiée entre 2014 et 2019 par Casterman.

## Description

### Résumé
En 1985, Lou est lycéenne au lycée Camille-Sée, en classe de première. Elle vit sa vie d'adolescente avec insouciance, entourée de ses amis. Mais, après une séance de spiritisme, son amie Marie-Rose se suicide. À la suite de ça, Lou est hantée par le fantôme de Marie-Rose. Elle se rend chez un psychologue hypnothérapeute qui, grâce à l'hypnose, lui permet de revivre le passé et de comprendre les raisons du suicide de Marie-Rose. Sa grand-mère et sa grand-tante lui expliquent alors qu'elle a hérité d'un don, celui de voir les morts. Grâce à une nouvelle séance d'hypnose, Lou suit l’incroyable histoire de son arrière grand-mère Lucie et des époux Curie, en 1900, au moment de l'Exposition universelle.

### Personnages
En 1985
- Lou : le personnage principal, lycéenne au lycée Camille-Sée.  A le don de voir les morts depuis une séance de spiritisme.
- Louise : petite fille vivant vraisemblablement à Issenheim, à la période de la Renaissance, et qui découvre le Retable d'Inssenheim[2]. Elle apparaît dans les rêves et visions de Lou. Elle est accompagnée d'un chat noir.
- Le chat noir : chat de Louise mais que l'on voit également en 1985 avec Lou et en 1900.
- Marie-Rose : amie de Lou qui se suicide après la séance de spiritisme.
- Nassim : petit ami de Lou
- Kostia : voisin énigmatique de Lou.
- La grand-mère et la grand-tante (Josette et Jeannette) : les deux filles de Lucie.
- Le psychologue hypnothérapeute : hypnotise Lou, lui permet d'aller en 1900 et d'y suivre l'histoire de Lucie, son arrière grand-mère. Assemble un puzzle qui est le Retable d'Issenheim.

En 1900
- Lucie : arrière grand-mère de Lou, mère de Josette et Jeannette.
- Jean : mari de Lucie.
- Pierre et Marie Curie.
- Eusapia Pallodino : célèbre médium italienne.

## Publications

### Albums
1. Lou 1985, 68 p., 2014 (DL 05/2014)  (ISBN 978-2-203-06664-9)
2. Lucie 1900, 88 p., avec 5 pages de supplément en fin d'album, 2015 (DL 04/2015)  (ISBN 978-2-203-09061-3)
3. Lucienne 1853, 95 p., avec un vernis sélectif sur la couverture, 2017 (DL 02/2017)  (ISBN 978-2-203-09748-3)
4. Louise 1516, 112 p., 2019 (DL 08/2019)  (ISBN 978-2-203-12431-8)

## Accueil critique
Le tome 1 a reçu un accueil assez positif,,.